# Campeonato Paulista de Futebol de 2010 - Série A2
O Campeonato Paulista de Futebol da Série A2 de 2010 foi a 64.ª edição da segunda divisão do futebol paulista. Iniciou em 13 de janeiro de 2010 e terminou em 2 de Maio de 2010 não havendo uma final como nas edições anteriores, alegando dois grandes motivos: o Guarani e o Guaratinguetá estariam envolvidos nas disputas do Campeonato Brasileiro, Série A e B respectivamente, que tiveram início previsto para o dia 7 de maio; e por causa da Copa do Mundo em junho, não tendo como realizar as duas partidas decisivas. Por isso, o campeão e o vice foram decididos pelo índice técnico entre os dois primeiros na fase de grupos, Linense e Noroeste espectivamente.

## Regulamento

### Primeira Fase
A Série A2 será disputada por 20 clubes em turno único. Todos os times jogam entre si uma única vez. Os oito primeiros colocados se classificam para a fase final e os quatro últimos serão rebaixados para a Série A3 de 2011.

### Fase Final
Os oito classificados serão divididos em dois grupos de quatro jogando entre si em turno e returno. Os dois primeiros de cada grupo serão classificados para a Série A1 de 2011. Pela mudança de regulamento, o campeão será decidido pelo melhor índice técnico entre os dois primeiros de cada grupo, assim decidindo o campeão.

### Critérios de desempate
Caso haja empate de pontos entre dois clubes, os critérios de desempates serão aplicados na seguinte ordem:
1. Número de vitórias
2. Saldo de gols
3. Gols marcados
4. Confronto direto
5. Número de cartões vermelhos
6. Número de cartões amarelos
7. Sorteio público na sede da FPF

## Participantes
| Equipe            | Cidade                | Em 2009        | Estádio                    | Capacidade |
| ----------------- | --------------------- | -------------- | -------------------------- | ---------- |
| América           | Araçatuba             | 9º (Série A2)  | Benedito Teixeira          | 32.936     |
| Atlético Sorocaba | Sorocaba              | 15º (Série A2) | Walter Ribeiro             | 13.772     |
| Catanduvense      | Catanduva             | 14º (Série A2) | Silvio Salles              | 16.738     |
| Flamengo          | Guarulhos             | 6º (Série A2)  | Antônio Soares de Oliveira | 6.675      |
| Grêmio Osasco     | Osasco                | 2º (Série A3)  | José Liberatti             | 11.682     |
| Guarani           | Campinas              | 19º (Série A1) | Brinco de Ouro             | 32.453     |
| Guaratinguetá     | Guaratinguetá         | 17º (Série A1) | Ninho da Garça             | 15.769     |
| Linense           | Lins                  | 16º (Série A2) | Gilberto Siqueira Lopes    | 16.374     |
| Marília           | Marília               | 18º (Série A1) | Abreuzão                   | 18.333     |
| Noroeste          | Bauru                 | 20º (Série A1) | Alfredo de Castilho        | 17.213     |
| Osvaldo Cruz      | Osvaldo Cruz          | 3º (Série A3)  | Breno Ribeiro do Val       | 13.478     |
| Pão de Açúcar     | São Paulo             | 4º (Série A3)  | Rua Javari                 | 4.004      |
| Rio Preto         | São José do Rio Preto | 13º (Série A2) | Anísio Haddad              | 19.994     |
| São Bento         | Sorocaba              | 12º (Série A2) | Walter Ribeiro             | 13.772     |
| São Bernardo      | São Bernardo do Campo | 10º (Série A2) | Primeiro de Maio           | 11.997     |
| São José          | São José dos Campos   | 5º (Série A2)  | Martins Pereira            | 16.723     |
| Taquaritinga      | Taquaritinga          | 8º (Série A2)  | Taquarão                   | 19.463     |
| União Barbarense  | Santa Bárbara d'Oeste | 11º (Série A2) | Antonio Guimarães          | 15.010     |
| União São João    | Araras                | 7º (Série A2)  | Hermínio Ometto            | 15.881     |
| Votoraty          | Votorantim            | 1º (Série A3)  | Domenico Paolo Metidieri   | 10.000     |

## Classificação da Primeira Fase
Após as 19 rodadas da fase inicial, a classificação ficou assim:
| Paulista Série A2 2010 - Primeira Fase                                                                                       | Paulista Série A2 2010 - Primeira Fase | Paulista Série A2 2010 - Primeira Fase | Paulista Série A2 2010 - Primeira Fase | Paulista Série A2 2010 - Primeira Fase | Paulista Série A2 2010 - Primeira Fase | Paulista Série A2 2010 - Primeira Fase | Paulista Série A2 2010 - Primeira Fase | Paulista Série A2 2010 - Primeira Fase | Paulista Série A2 2010 - Primeira Fase | Paulista Série A2 2010 - Primeira Fase | Paulista Série A2 2010 - Primeira Fase | Paulista Série A2 2010 - Primeira Fase |
| Time | Time                                   | Pts                                    | J                                      | V                                      | E                                      | D                                      | GP                                     | GC                                     | SG                                     |                                        |                                        |                                        |
| --- | -------------------------------------- | -------------------------------------- | -------------------------------------- | -------------------------------------- | -------------------------------------- | -------------------------------------- | -------------------------------------- | -------------------------------------- | -------------------------------------- | -------------------------------------- | -------------------------------------- | -------------------------------------- |
| 1 | União São João                         | 40                                     | 19                                     | 12                                     | 4                                      | 3                                      | 37                                     | 18                                     | 19                                     |                                        |                                        |                                        |
| 2 | Linense                                | 40                                     | 19                                     | 12                                     | 4                                      | 3                                      | 39                                     | 21                                     | 18                                     |                                        |                                        |                                        |
| 3 | Pão de Açúcar                          | 40                                     | 19                                     | 12                                     | 4                                      | 3                                      | 35                                     | 19                                     | 16                                     |                                        |                                        |                                        |
| 4 | Noroeste                               | 35                                     | 19                                     | 11                                     | 2                                      | 6                                      | 22                                     | 18                                     | 4                                      |                                        |                                        |                                        |
| 5 | Guaratinguetá                          | 35                                     | 19                                     | 10                                     | 5                                      | 4                                      | 44                                     | 26                                     | 18                                     |                                        |                                        |                                        |
| 6 | União Barbarense                       | 33                                     | 19                                     | 10                                     | 3                                      | 6                                      | 36                                     | 28                                     | 8                                      |                                        |                                        |                                        |
| 7 | São Bernardo                           | 31                                     | 19                                     | 9                                      | 4                                      | 6                                      | 32                                     | 23                                     | 9                                      |                                        |                                        |                                        |
| 8 | São José-SP                            | 31                                     | 19                                     | 9                                      | 4                                      | 6                                      | 28                                     | 25                                     | 3                                      |                                        |                                        |                                        |
| 9 | Votoraty                               | 29                                     | 19                                     | 8                                      | 5                                      | 6                                      | 26                                     | 22                                     | 4                                      |                                        |                                        |                                        |
| 10 | São Bento                              | 28                                     | 19                                     | 8                                      | 4                                      | 7                                      | 28                                     | 30                                     | -2                                     |                                        |                                        |                                        |
| 11 | América-SP                             | 28                                     | 19                                     | 8                                      | 4                                      | 7                                      | 30                                     | 33                                     | -3                                     |                                        |                                        |                                        |
| 12 | Catanduvense                           | 25                                     | 19                                     | 8                                      | 1                                      | 10                                     | 23                                     | 31                                     | -8                                     |                                        |                                        |                                        |
| 13 | Marília                                | 24                                     | 19                                     | 7                                      | 3                                      | 9                                      | 35                                     | 31                                     | 4                                      |                                        |                                        |                                        |
| 14 | Guarani                                | 23                                     | 19                                     | 6                                      | 5                                      | 8                                      | 33                                     | 27                                     | 6                                      |                                        |                                        |                                        |
| 15 | Atlético Sorocaba                      | 21                                     | 19                                     | 5                                      | 6                                      | 8                                      | 24                                     | 29                                     | -5                                     |                                        |                                        |                                        |
| 16 | Rio Preto                              | 21                                     | 19                                     | 5                                      | 6                                      | 8                                      | 20                                     | 26                                     | -6                                     |                                        |                                        |                                        |
| 17 | Osvaldo Cruz                           | 17                                     | 19                                     | 5                                      | 2                                      | 12                                     | 23                                     | 35                                     | -12                                    |                                        |                                        |                                        |
| 18 | Taquaritinga                           | 14                                     | 19                                     | 3                                      | 5                                      | 11                                     | 19                                     | 45                                     | -26                                    |                                        |                                        |                                        |
| 19 | Flamengo-SP                            | 10                                     | 19                                     | 2                                      | 4                                      | 13                                     | 18                                     | 37                                     | -19                                    |                                        |                                        |                                        |
| 20 | Grêmio Osasco                          | 6                                      | 19                                     | 1                                      | 3                                      | 15                                     | 18                                     | 46                                     | -28                                    |                                        |                                        |                                        |
| Pts – Pontos ganhos; J – Jogos; V - Vitórias; E - Empates; D - Derrotas; GP – Gols pró; GC – Gols contra; SG – Saldo de gols |                                        |                                        |                                        |                                        |                                        |                                        |                                        |                                        |                                        |                                        |                                        |                                        |

|  |                                                                            |
|  | Zona de classificação à segunda fase                                       |
|  | Zona de rebaixamento à Série A3 de 2011 e a extinção, no caso do Votoraty. |

## Classificação da Fase Final
Após as 6 rodadas da fase final, a classificação ficou assim: